# Andrea Bruno
Pour les articles homonymes, voir Bruno.
Andrea Bruno, né le 11 janvier 1931 à Turin où il meurt le 6 juillet 2025, est un architecte italien actif dans le secteur de la restauration architecturale d’édifices historiques et de musées. Il appartient au courant brutaliste.

## Biographie
Diplômé le 31 juillet 1956 de la Faculté d'architecture de l'École polytechnique de Turin avec une note de 90/110, Andrea Bruno soutient une thèse sur la récupération et la reconstruction du centre historique de Savone. Il commence son activité professionnelle à la Surintendance de l'Environnement et du patrimoine architectural du Piémont, puis se consacre aux activités de planification et d'enseignement universitaire.
À l'École polytechnique de Turin, il est professeur assistant bénévole de 1959 à 1971, assistant responsable entre 1971 et 1972 et assistant ordinaire à partir de 1972. Il obtient son poste d'enseignant en 1971 (confirmé en 1977). En 1991, il rejoint l'École polytechnique de Milan où il enseigne la restauration architecturale, comme professeur associé jusqu'en 2001 (année de sa retraite) puis comme professeur contractuel jusqu'en 2010.
Depuis 1974, il est consultant de l'UNESCO pour la restauration et la conservation du patrimoine artistique et culturel, rôle qui l'amène à participer à de nombreuses missions officielles, notamment au Moyen-Orient et en Afrique du Nord.
Il ouvre en 1991 le Cabinet Andrea Bruno d'Architecture à Paris avec son fils Ugo Bruno, Maria Grazia Cerri et Luciano Pia qui suit particulièrement la réalisation des travaux du site Vauban à Nîmes.
Il exerce également des activités d'enseignement : il est en effet président du Centre d'Etudes pour la Conservation du Patrimoine Architectural et Urbain de la Katholieke Universiteit de Louvain, ainsi que professeur de restauration architecturale à l'École polytechnique de Turin et à l'École polytechnique de Milan, et finalement enseigne à l'ICCROM à Rome.
Depuis 2002, il est conseiller auprès de la Division culturelle de l'UNESCO pour l'Afghanistan.
Conférencier lors de congrès et conférences, il participe également à titre d'expert à des jurys de concours nationaux et internationaux.

## Réalisations
En 1974, Andrea Bruno conçoit l'ambassade d'Italie en Afghanistan.
Parmi ses projets les plus connus figurent le Centre d'art contemporain du Mouvement Les Brigittines à Bruxelles, le musée de l'eau à Pont-en-Royans en France, le château de Lichtenberg en Alsace, le musée d'art et d'histoire Romain Rolland à Clamecy, le Conservatoire national des arts et métiers de Paris, le musée de la Corse à Corte, l'aménagement de la zone archéologique de Tarragone.
En Italie, il participe à la restauration et à l'installation d'importantes institutions culturelles piémontaises, telles que le musée du Risorgimento de Turin au palais Carignan, le Musée d'Art Contemporain du château de Rivoli et son intervention la plus récente : le MAO - Musée d'art oriental de Turin, au Palais Mazzonis.

### Rénovation du fort Vauban
Comme Boito, mais aussi Ruskin et Morris, Andrea Bruno fonde sa conception de la conservation des monuments sur la notion d'authenticité. Il conçoit ainsi la rénovation du fort Vauban à Nîmes dans les années 1990. Pour Andrea Bruno, il fallait « redonner un nouveau souffle à ce monument muet, pour le redonner à une collectivité qui en utilise les espaces et pour l'assimiler à l'ensemble des activités environnantes […] la liaison formelle et symbolique entre l'ancien et le nouveau est gardée par la ligne des fortifications ».

## Récompenses
- Chevalier de l'ordre national du Mérite de la République française ;
- Membre associé de l'Académie royale des sciences, des lettres et des beaux-arts de Belgique ;
- Médaille de la Restauration de l'Académie d'architecture de Paris.

## Publications
- The citadel and the minarets of Herat, Afghanistan, Turin, Sirea, 1976.
- Il castello di Rivoli. 1734-1984, storia di un recupero, Turin, U. Allemandi, 1984.
- Architetture tra conservazione e riuso. Progetti e realizzazioni di Andrea Bruno a Torino, Milan, Lybra immagine, 1996.
- Il Castello di Grinzane Cavour. Un'architettura fortificata tra le vigne di Langa, (avec Luigi Cabutto et Giulio Parusso), Alba, Ordine dei cavalieri del tartufo e dei vini di Alba, 2000.
- Museo della Lambretta. Storia e memoria, territorio e paesaggio, Soveria Mannelli, Calabria Letteraria, 2007.

## Sources
- (it) Cet article est partiellement ou en totalité issu de l’article de Wikipédia en italien intitulé « Andrea Bruno » (voir la liste des auteurs).
- Ville de Nîmes, Vauban: l'Université au coeur de Nîmes, Nîmes, 1995 (ISBN 978-2-909235-01-1, SUDOC 012013080)